# 20.000 dólares por un cadáver
20.000 dólares por un cadáver es una película española del año 1969 dirigida por el cineasta español José María Zabalza, y cuyo guion también corre a cargo de él. Se encuentra enmarcada dentro del subgénero del spaghetti western.

## Argumento
Un pistolero, miembro de una banda que se dedica a boicotear la construcción del ferrocarril, entra a robar en una granja. Sorprendido por el dueño, este le mata. El granjero decide cobrar la recompensa, pero los compañeros del muerto queman su casa y le roban el dinero. El granjero ofrecerá sus servicios a la compañía del ferrocarril para acabar con los bandoleros.

## Títulos para el estreno
- Twenty Thousand Dollars for Every Corpse ()
- Ehi! Gringo... Scendi dalla croce ()